# Thomas Curtis (Leichtathlet)

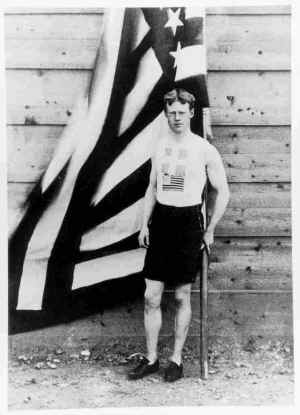
Thomas Curtis

Thomas Curtis (Thomas Pelham Curtis; * 9. Januar 1873 in San Francisco, Kalifornien; † 23. Mai 1944 in Nahant, Massachusetts) war ein US-amerikanischer Leichtathlet und der erste Olympiasieger im 110-Meter-Hürdenlauf.
Bei den Olympischen Spielen 1896 in Athen qualifizierte sich Curtis bei dem Ausscheidungsrennen für das 110-Meter-Hürden-Finale mit einem ersten Platz. Im Finale, bei dem insgesamt nur zwei Teilnehmer antraten, siegte er mit einer Zeit von 17,6 Sekunden vor dem Briten Grantley Goulding. 
Im 100-Meter-Lauf gewann er den Vorlauf in 12,2 Sekunden vor dem Griechen Alexandros Chalkokondylis in 12,8 Sekunden, im Finale trat er jedoch nicht an.
Curtis war auch ein begabter Fotograf und nutzte seinen Aufenthalt in Athen für viele Aufnahmen. Später studierte er am Massachusetts Institute of Technology. Nach dem Studium war er Angestellter der Lord Electric Company. Er wirkte an der Entwicklung des Toasters mit.